# ألمير سوتو
ألمير سوتو (بالإسبانية: Almir Soto)‏ (17 يوليو 1994 ببارانكيا في كولومبيا - ) هو لاعب كرة قدم كولومبي في مركز الوسط. لعب مع إنديبنديينتي سانتا في.

## وصلات خارجية
- ألمير سوتو على موقع قاعدة بيانات كرة القدم.إي يو (الإنجليزية)
- ألمير سوتو على موقع Soccerway.com (الإنجليزية)
- ألمير سوتو على موقع عالم كرة القدم.نت (الإنجليزية)
- ألمير سوتو على موقع AS.com (الإسبانية)